# Saint Ann (Missouri)
Saint Ann ou St. Ann est une ville du Missouri, dans le Comté de Saint Louis aux États-Unis.